# 캣우먼

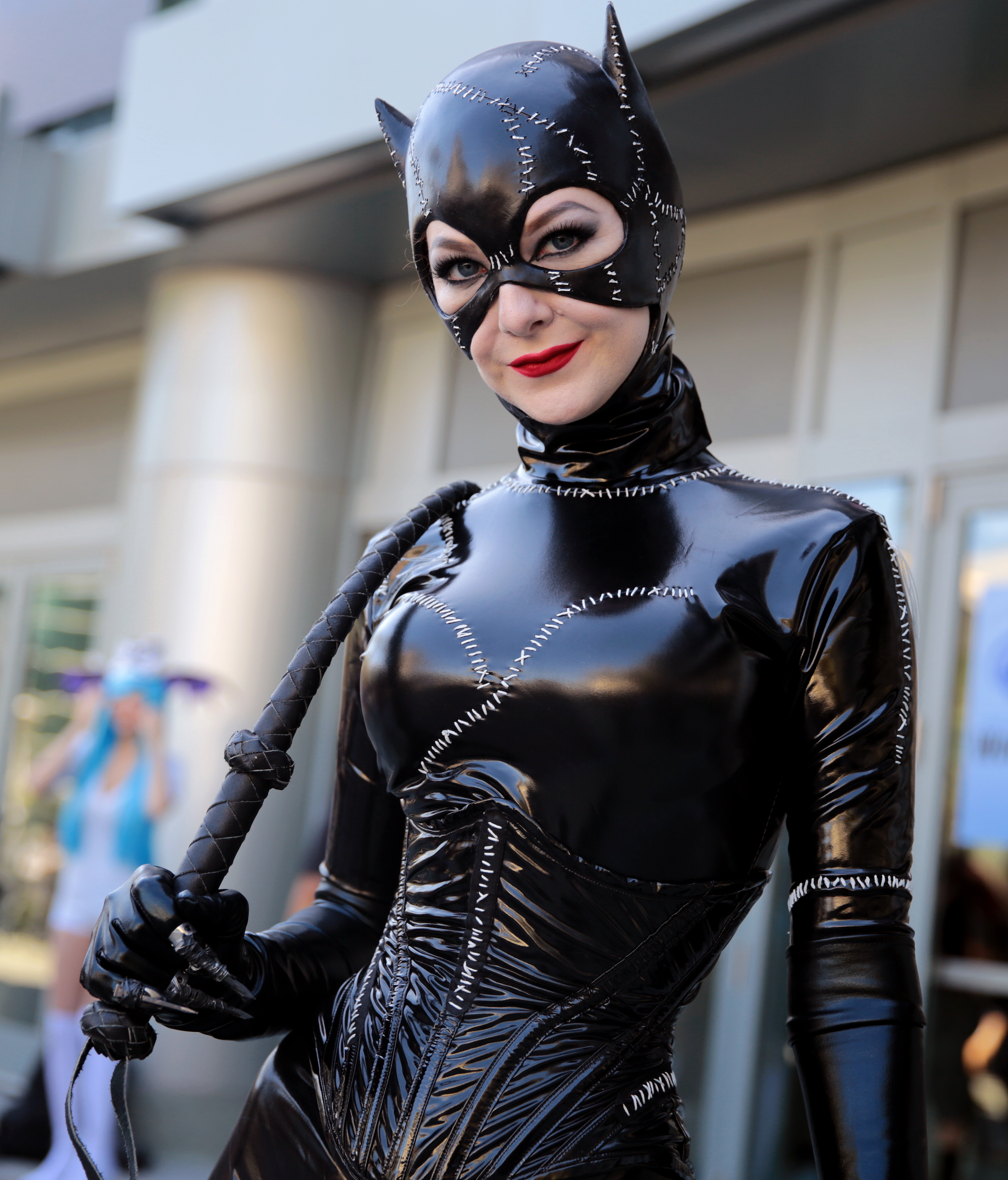

캣우먼(Catwoman)은 DC 코믹스의 배트맨 시리즈와 관련하여 등장하는 캐릭터이다. 본명 셀리나 카일이다.
배트맨 시리즈의 악당이자 배트맨의 조력자로서 등장한다. 코믹스 "배트맨 : 이어 원"에 의하면 본래 매춘부였으나 도둑으로 직업을 바꾼 악당으로 나오지만, 배트맨 TAS 등 애니메이션 시리즈에선 상류 계급에 속한 여성으로 등장한다. 팀 버튼의 영화 《배트맨 2》에서 브루스 웨인과 배트맨 양쪽을 모두 농락하는 미셸 파이퍼의 연기에 힘입어 시대를 대표하는 팜므파탈의 이미지를 확고히 구축하게 된다. 과격한 동물보호론자로 알려져 있다. 원할 때는 한없이 선한 일을 하며, 마찬가지로 한없이 악한 일도 저지를 수 있는 성격으로 묘사된다. 때로는 배트맨의 지원을 받아 아웃사이더즈로 일하지만 어떤 날에는 악당들과 함께 빈집털이에 나서는 것이다.
주된 무기는 강화유리도 자를 수 있는 손톱과 항상 차고 다니는 채찍이다. 그 외에 그녀의 유연성을 살린 체조 실력을 주로 이용한다.

## 담당 배우
- 《배트맨》 (1966-67) - 줄리 뉴마, 어사 키트
- 《배트맨》 (1966) - 리 메리웨더
- 《배트맨 2》 (1992) - 미셸 파이퍼
- 《캣우먼》 (2004) - 할리 베리
- 《다크 나이트 라이즈》 (2012) - 앤 해서웨이
- 《고담》 (2014) - 캠런 비콘도바, 릴리 시먼스
- 《더 배트맨》 (2021) - 조이 크래비츠